# مورتاريا

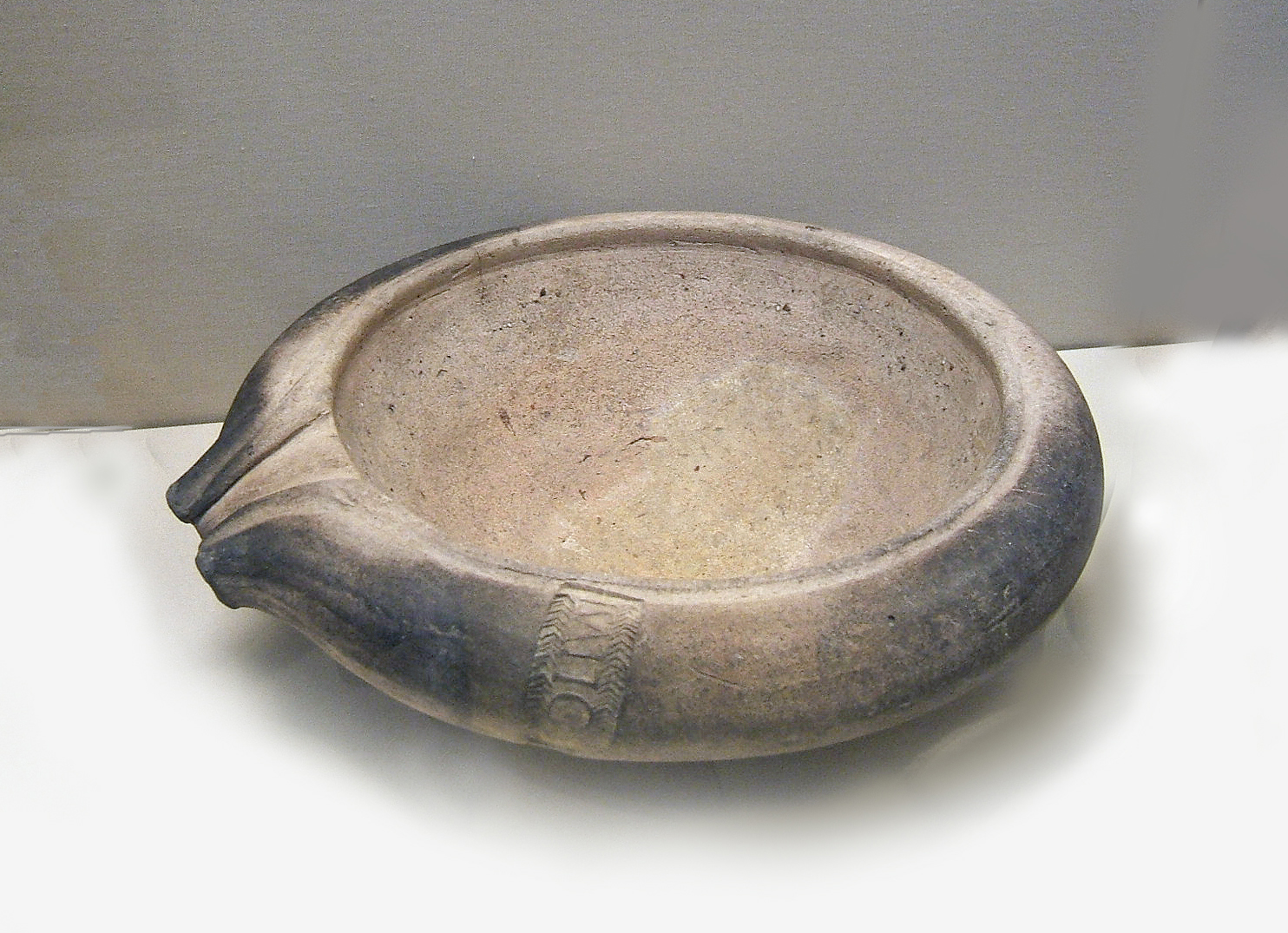
أحد المورتاريوم الرومانية

المورتاريا (المورتاريوم) (بالإنجليزية: Mortarium)‏، هي إحدى أنواع أواني المطبخ الفخارية الرومانية القديمة، وهي عبارة عن وعاء نصف دائري أو مخروطي الشكل له حافة كبيرة عادةً، وله سطح داخلي مصنوع من الرمل الخشن أو البرغل. كانت تستخدم للدق أو لخلط الطعام، وهي دليل مهم على انتشار طرق تحضير الطعام الرومانية. تشير الطوابع الملصقة على المورتاريا القديمة إلى اسم الفخاري، والذي منه نستطيع أن نتتبع حركاتها بين الورش. كانت بعض الأواني التي تنتج في إيطاليا وبلاد الغال تنتقل لمسافات طويلة ولكن المصانع المحلية هي التي كانت طاغية في معظم الفترات.
يوجد في العديد من المورتاريا الحمراء باهظة الثمن ثقب صغير لأعلى يسمح للتخلص من السوائل، فيبدو وكأنه فم أسد أو فأر أو وطواط بطريقة فنية.

## أصل الكلمة
تشتق الكلمة الانجيليزية “مورتار” (وتعني هون) من الكلمة اللاتينية القديمة “موراتاريوم”، والتي تعنى، ضمن معانى أخرى، "يستخدم للدق" و"منتج من الدق أو الطحن.